# I Told You So (Randy Travis)
I Told You So è il quinto e ultimo singolo tratto dall'album Carnival Ride, della cantante statunitense Carrie Underwood. La canzone è la cover di un brano del cantante canadese Randy Travis. Il brano è il primo a mancare la posizione numero 1 nella classifica Country, dai tempi di Don't Forget to Remember Me.
Il brano è stato nominato alla 52ª edizione dei Grammy Awards nella categoria Best Country Collaboration With Vocals, per il duetto con Randy Travis. In seguito, nella notte dei Grammy Awards è stata proprio questa canzone a vincere il premio.

## Video
Il video del singolo è stato distribuito il 12 febbraio 2009 dalla CTM, è mostra Carrie che canta al Grand Ole Opry. Dopo la sua pubblicazione Carrie, ha ricevuto molti elogi sia da parte dalla critica e dal cantante Randy, che ha voluto far un duetto live insieme.

## Classifiche
| Classifica (2009)                        | Posizione massima |
| ---------------------------------------- | ----------------- |
| U.S. Billboard Hot Country Songs         | 2                 |
| U.S. Billboard Hot 100                   | 9                 |
| U.S. Billboard Pop 100                   | 25                |
| Canadian Radio & Records Country Singles | 1                 |
| Canadian Hot 100                         | 18                |